# Мирджалилов Саиднасыр
Саиднасыр Мирджалилов (узб. Saidnosir Mirjalilov, 1884—1937) — узбекский просветитель, крупный предприниматель. Активный участник национально-просветительского движения джадидов.

## Биография
Был основателем первой джадидской школы в городе Туркестан. В 1914 году там же построил хлопковый завод.
С 1917 года Саиднасыр Мирджалилов начал активно заниматься политической деятельностью и переехал в Ташкент. После февральской революции стал членом организации Шура-и-Ислам в Ташкенте. С ноября 1917 года был членом временного национального собрания Кокандской автономии. В конце 1917 в Ташкенте П. Г. Полторацкому было поручено реквизировать денежные средства автономного правительства и поддержавших его кругов. В результате этого только в Кокандском городском отделении Госбанка П. Г. Полторацким было конфисковано свыше 8 миллионов рублей. Это ухудшило сложное положение Кокандской автономии. Резко обострились разногласия среди членов Временного правительства и деловых кругов, поддержавших его, что привело к смещению М. Т. Тынышпаева с поста премьера и назначению на этот пост М. Шокая. В результате кадровых перемещений М. Тынышпаев стал министром внутренних дел, а казначеем правительства был назначен Саиднасыр Мирджалилов, который помог найти определенные средства и отдал часть своих сбережений. После уничтожения автономии большевиками в феврале 1918 года, он был вынужден уехать на Кавказ вместе с Мустафой Шокаем. Мирджалилов побывал в Самаре, Тифлисе и Турции.
В 1921 году вернулся на родину и организовал торгово-промышленное предприятие «Туркестан». За счёт полученной прибыли Саиднасыр Мирджалилов создал общество «Кумак» (помощь), которое организовывало учебу талантливой молодежи Туркестанского края в Германии. С. Мирджалилов был знаком и поддерживал поэта Чулпана, писателя Абдуллу Кадыри.
Начиная с 1925 года, Саиднасыр Мирджалилов неоднократно арестовывался сталинскими репрессивными органами. Он провёл три года в лагере на Соловецких островах. 9 октября 1937 года был арестован в третий раз и расстрелян.
У Саиднасыра Мирджалилова было пять дочерей, одна из которых Зарифа Саиднасирова (1908-1986) стала первой узбекской художницей, заслуженным деятелем науки в Узбекистане.